# Seabreeze Amusement Park
Koordinaten: 43° 13′ 55″ N, 77° 32′ 33″ W
Seabreeze Amusement Park ist ein US-amerikanischer Freizeitpark in Rochester (New York), der 1879 als Sea Breeze eröffnet wurde. Von den 1940er bis in die 1970er Jahre hinein wurde der Park unter dem Namen Dreamland betrieben.
Ursprünglich wurde der Park für die Rochester Transit Company betrieben, bis der Park 1946 durch George W. Long Jr., der den Park zuvor schon betrieb, erworben wurde. Heute wird der Park von den Enkeln von Georg Long Jr. betrieben.

## Achterbahnen
| Name        | Typ                                | Hersteller           | Eröffnungsjahr | Bemerkungen                                                                                                | Weblinks |
| ----------- | ---------------------------------- | -------------------- | -------------- | --- | -------- |
| Bear Trax   | Familienachterbahn                 | E&F Miler Industries | 1997           | |          |
| Bobsleds    | Familienachterbahn, Hybrid Coaster | unbekannt            | 1954           | Fuhr bis 1961 unter dem Namen Junior Coaster.                                                              |          |
| Jack Rabbit | Holzachterbahn, Terrain Coaster    | Harry C. Baker       | 1920           | Wurde 1923 bei einem Feuer zerstört, dann aber wieder aufgebaut.                                           |          |
| Whirlwind   | Spinning Coaster                   | Maurer Rides         | 2004           | Ursprünglich 2000 hergestellt und auf spanischen Volksfesten betrieben, bevor die Bahn nach Seabreeze kam. |          |

### Ehemalige Achterbahnen
| Name                 | Typ                              | Hersteller                     | Eröffnungsjahr | Schließungsjahr | Bemerkungen | Weblinks |
| -------------------- | -------------------------------- | ------------------------------ | -------------- | --------------- | --- | -------- |
| Bunny Rabbit         | Kinderachterbahn                 | Allan Herschell Company        | 1985           | 1996            | Fuhr ursprünglich von 1965 bis in die 1970er Jahre als Roller Coaster in Enchanted Forest.                                                                                       |          |
| Figure Eight         | Holzachterbahn                   | Frederick Ingersoll            | 1903           | 1915            | |          |
| Greyhound            | Holzachterbahn                   | unbekannt                      | 1916           | 1933            | Fuhr bis 1926 unter dem Namen Dips. Die Bahn wurde jeweils 1930 und 1933 bei einem Feuer zerstört.                                                                               |          |
| Jack 'n' Jill Scenic | Holzachterbahn, Spinning Coaster | George W. Long                 | 1921           | 1930            | Fuhr bis 1924 unter dem Namen Virginia Reel und wurde 1930 bei einem Feuer zerstört.                                                                                             |          |
| Quantum Loop         | Stahlachterbahn mit Inversionen  | Soquet                         | 1994           | 2003            | Bevor die Bahn nach Seabreeze kam, wurde sie ab 1983 auf französischen Volksfesten betrieben. Seit 2004 fährt die Bahn als Doble Loop in Salitre Magico (Kolumbien) ihre Runden. |          |
| Wild Cat             | Holzachterbahn                   | Philadelphia Toboggan Coasters | 1926           | 1935            | Wurde 1935 bei einem Feuer zerstört. |          |